# Lister Heights
Die Lister Heights sind eine Gruppe von Felsengipfeln im ostantarktischen Coatsland. Im westlichen Abschnitt der Shackleton Range ragen sie 6 km südwestlich des Flat Top an der Ostflanke des Stratton-Gletschers auf.
Vermessen und benannt wurden sie 1957 von Teilnehmern der Commonwealth Trans-Antarctic Expedition (1955–1958) unter der Leitung des britischen Polarforschers Vivian Fuchs. Namensgeber ist der britische Glaziologe Hal Lister (1921–2010), der zur Mannschaft gehörte, die bei dieser Expedition den antarktischen Kontinent durchquerte.